# الری کوئین
 الری کوئین (انگلیسی: Ellery Queen؛ ۲۰ اکتبر ۱۹۰۵ – ۳ سپتامبر ۱۹۸۲)، نام مستعار دو نویسنده اهل بروکلین،نیویورک بود.